# Una confessió
Una confessió (títol original, A Confession) és una minisèrie dramàtica britànica basada en la història real de l'assassinat de Sian O'Callaghan. L'estrena anglesa va tenir lloc el 2 de setembre de 2019 al canal de televisió ITV. S'ha doblat al valencià per a À Punt, que el 20 d'abril de 2023 va emetre els dos primers capítols.

## Llista d'episodis
| Núm. | Títol       | Direcció             | Guió                      | Data d'emissió original | Data d'emissió al País Valencià (À Punt) |
| ---- | ----------- | -------------------- | ------------------------- | ----------------------- | ---------------------------------------- |
| 1    | «Capítol 1» | Paul Andrew Williams | Jeff Pope                 | 2 de setembre de 2019   | 20 d'abril de 2023                       |
| 2    | «Capítol 2» | Paul Andrew Williams | Jeff Pope                 | 9 de setembre de 2019   | 20 d'abril de 2023                       |
| 3    | «Capítol 3» | Paul Andrew Williams | Jeff Pope i Steve Fulcher | 16 de setembre de 2019  | 27 d'abril de 2023                       |
| 4    | «Capítol 4» | Paul Andrew Williams | Jeff Pope i Steve Fulcher | 23 de setembre de 2019  | 27 d'abril de 2023                       |
| 5    | «Capítol 5» | Paul Andrew Williams | Jeff Pope i Steve Fulcher | 30 de setembre de 2019  | 4 de maig de 2023                        |
| 6    | «Capítol 6» | Paul Andrew Williams | Jeff Pope i Steve Fulcher | 7 d'octubre de 2019     | 4 de maig de 2023                        |